# Robert Kaestner
Robert Kaestner (27 de outubro de 1913 - 18 de novembro de 1990) foi um oficial alemão que serviu no Deutsches Heer durante a Segunda Guerra Mundial. Foi condecorado com a Cruz de Cavaleiro da Cruz de Ferro com Folhas de Carvalho.

## Condecorações
| Cruz de Ferro (1939) 2ª Classe                                   | 15 de junho de 1940     |
| Cruz de Ferro (1939) 1ª Classe                                   | 19 de abril de 1941     |
| Medalha da Frente Oriental                                       |                         |
| Distintivo da infantaria de assalto                              |                         |
| Distintivo de combate fechado em Bronze                          |                         |
| Distintivo de combate fechado em Prata                           |                         |
| Cruz de Cavaleiro da Cruz de Ferro                               | 11 de dezembro de 1943  |
| Cruz de Cavaleiro da Cruz de Ferro com Folhas de Carvalho nº 401 | 21 de fevereiro de 1944 |
| 2 de dezembro de 1943                                            |                         |